# Kościół w Kongsbergu
Kościół w Kongsbergu (nor. Kongsberg kirke) – kościół parafialny w gminie Kongsberg w okręgu Buskerud w Norwegii. Największy barokowy kościół w Norwegii.
Budowę świątyni zakończono w 1761 roku. Wnętrze wykonano w drewnie z bogatymi rzeźbieniami i ołtarzem ozdobionym motywami biblijnymi. Najcenniejszym zabytkiem są organy wykonane w latach 1760–1765 przez Gottfrieda Glogera. Zwracają również uwagę żyrandole wykonane w hucie szkła Nøstetangen.